# Ksilofagu
Ksilofagu (gr. Ξυλοφάγου) – wieś w Republice Cypryjskiej, w dystrykcie Larnaka. W 2011 roku liczyła 6231 mieszkańców.